# Dilolo
Dilolo este un oraș în  provincia Katanga, Republica Democrată Congo. În 2012 avea o populație de 18 364 de locuitori, iar în 2004 avea 15 582.